# Frellstedt
Frellstedt là một đô thị thuộc huyện Helmstedt, bang Niedersachsen, Đức. Đô thị này có diện tích 6,13 km².